# Prorocopis
Prorocopis is een geslacht van vlinders van de familie spinneruilen (Erebidae), uit de onderfamilie Calpinae.

## Soorten
- P. acroleuca Turner, 1929
- P. eulopha Lower, 1903
- P. euxantha Lower, 1902
- P. latens Turner, 1929
- P. leucocrossa Lower, 1903
- P. melanochorda Meyrick, 1897
- P. mitotypa Turner, 1939
- P. orthogramma Turner, 1936
- P. peratoscia Hampson, 1926
- P. stenota Lower, 1903
- P. symmopa Lower, 1915